# Friedrich Mühlberg

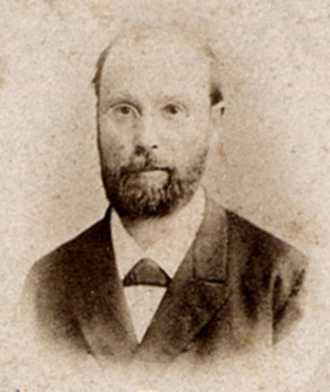
Friedrich Mühlberg

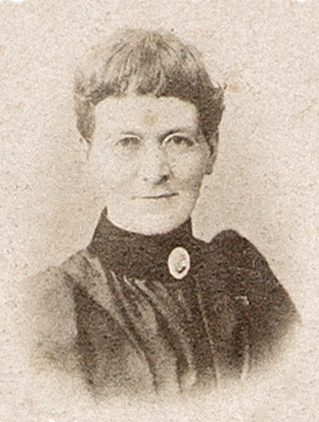
Emilie Sophie Sutermeister, Mühlbergs Ehepartnerin

Friedrich Christoph Mühlberg (* 19. April 1840 in Aarau; † 25. Mai 1915 ebenda) war ein Schweizer, Lehrer, Geologe und Autor.

## Leben und Wirken
Mühlbergs Eltern wanderten aus Deutschland in die Schweiz ein und erwarben das Schweizer Bürgerrecht. In Aarau betrieben sie eine Stoffdruckerei und Färberei.
Nachdem Mühlberg in Aarau das Gymnasium erfolgreich beendet hatte, studierte er ab 1859 Botanik, Geologie und Chemie am Polytechnikum in Zürich. Dieses schloss er nur zwei Jahre später mit Diplom-Abschluss in Chemie ab. Danach war er Lehrer an der Kantonsschule Zug. 1866 berief ihn Augustin Keller an die Kantonsschule Aarau. Dort unterrichtete er die Fächer Biologie, Mineralogie, Geologie, zeitweise Mathematik und Chemie. Viele seiner Schüler wurden später Lehrer an Mittel- und Hochschulen. Albert Einstein war ein Schüler von Mühlberg. Sein Nachfolger wurde 1911 Paul Steinmann.
Im Auftrag der Schweizerischen Geologischen Kommission erforschte er die Geologie des Aargaus und weitere Teile des Juragebietes. So kartierte er den östlichen Jura und erkannte, «dass der Kettenjura auf den Tafeljura hinaufgeschoben wurde». Er beschrieb fünf Abfolgen der Eiszeiten.
Zudem befasste er sich mit Hydrogeologie und verfasste für jede der 233 Gemeinden des Aargaus ein Quellenheft mit detailreichen Angaben über gefasste und ungefasste Quellen, Brunnen und Wasserlöcher. Mühlberg setzte sich auch für den Naturschutz ein. 1880 erschien sein umfassendes Werk Flora des Aargaus mit Standortverzeichnis und Trivialnamen der Gefässpflanzen.
Mühlberg war langjähriger Präsident der Aargauischen Naturforschenden Gesellschaft sowie Konservator der naturhistorischen Sammlungen. Für seine Verdienste erhielt Mühlberg 1888 den Ehrendoktortitel der Universität Basel.
Mühlberg war mit Emilie Sophie (1858–1922), einer Tochter Otto Sutermeisters, verheiratet. Sein Sohn war der Geologe Max Mühlberg, seine Tochter Lily Mühlberg wurde Ärztin. Sein Nachlass befindet sich im Naturama in Aarau.

## Ehrungen
Nach ihm ist die Pflanzengattung Muehlbergella Feer aus der Familie der Glockenblumengewächse (Campanulaceae) benannt.